# Севастопольский русский драматический театр имени А. В. Луначарского
Севасто́польский академи́ческий ру́сский драмати́ческий теа́тр имени А. В. Луначарского (укр. Севастопольський академічний російський драматичний театр імені Анатолія Луначарського) — драматический театр, расположен в городе Севастополе на проспекте Нахимова 6. Здание театра является объектом культурного наследия народов Российской Федерации регионального значения и охраняется государством.

## Общие данные
Севастопольский академический русский драматический театр имени А. Луначарского содержится в специально построенном здании и расположен в самом центре Севастополя по адресу: проспект Нахимова, дом. 6, г. Севастополь.
Директор театра — Инна Васильевна Конохова. Главный режиссёр театра — Григорий Алексеевич Лифанов.

## История театра
История театрального Севастополя чрезвычайно богата. Здесь в разные годы играли М. С. Щепкин, Г. Н. Федотова, В. Ф. Комиссаржевская, Ф. Шаляпин, М. Л Кропивницкий, М. Н. Садовский, М. Н. Заньковецкая. В 1900 году А. П. Чехов смотрел в Севастополе свою «Чайку» в исполнении актёров МХАТа — театр приехал на свои первые гастроли полным составом во главе с К. С. Станиславским и В. И. Немировичем-Данченко.

### Художественный театр «Ренессанс»
14 сентября 1911 года в городе Севастополе состоялось освящение здания, а 15 сентября – открытие нового Большого художественного театра «Ренессанс» на Приморском бульваре.
16(29) декабря 1917 года в театре "Ренессанс" на объединённом заседании представителей судовых команд и береговых частей Черноморского флота и гарнизона крепости, штаба революционного отряда, а также членов президиумов Севастопольского Совета и Центрофлота ЧФ был сформирован постоянно действующий Севастопольский военно-революционный комитет".

### Театр имени Луначарского
По инициативе выдающегося русского певца Л. В. Собинова, который возглавлял в тот период подотдел искусств в Севастополе и отдел народного образования Севревкома в приказе от 14 декабря 1920 приказано было «впредь именовать 1-й Советский театр (бывший „Ренессанс“) театром имени Луначарского». На тогдашних афишах значатся имена В. Фокина, Н. Царёва, В. Петипа.
В 1920-е—1930-е годы на сцене севастопольского театра шли постановки с известными произведениями русской, советской и мировой драматургии: «Любовь Яровая», «Разлом», «Бронепоезд 14-69», «Овод», «Маскарад», «Отелло», пьесы Александра Островского и другие.
Во время обороны Севастополя в 1941—1942 годах актёры сформировали фронтовые бригады и обслуживали воинские части, корабли, госпитали. Сразу после освобождения города театр вернулся в Севастополь. В условиях разрушенного города, без театрального здания и оборудования коллектив сумел поставить большие произведения: «За тех, кто в море» Б. Лавренёва, «Русский вопрос» К. Симонова, «Кремлёвские куранты» и «Третья Патетическая» Н. Погодина, «Под золотым орлом» Я. Галана, «Ревизор» Н. Гоголя, «Анна Каренина» Л. Толстого.

### Новое здание театра
В 1954—1956 годах по проекту архитектора В. В. Пелевина было построено новое здание Театра, ныне это Объект культурного наследия народов России.
В 1957 году спектаклем «Оптимистическая трагедия» В. Вишневского театр открыл сезон в новом помещении. Начался новый этап в творческой жизни театра. В репертуаре коллектива в это время наряду с классикой произведения о героическом прошлом, поднимались актуальные социальные проблемы, как советских, так и популярных зарубежных драматургов — Мольера, Софокла, Эврипида, Н. Гоголя, М. Горького, А. Островского, А. Луначарского, К. Симонова, А. Корнейчука, Ю. Бондарева, А. Гельмана, А. Дударева, В. Шукшина, И. Зайцева, Ю. Семёнова, Ж. Жироду, В. Гюго и других.
В 1986 году спектакль театра «Проводим эксперимент», а также постановочная группа были награждены дипломами 1, 2 и 3 степени ВДНХ УССР.
В 2000 году коллектив возглавил как художественный руководитель и генеральный директор заслуженный деятель искусств АРК, лауреат Госпремии Крыма Владимир Владимирович Магар.
Знаменательное событие в истории коллектива произошло в 2002 году — театру был присвоен статус академического.
На данном этапе Севастопольский академический русский драматический театр имени А. Луначарского является значительным культурным центром города, популяризатором русской и мировой культуры.

## Труппа, репертуар и деятельность
В составе труппы Севастопольского академического русского драматического театра имени А. Луначарского в настоящее время (конец 2000-х годов) работают два народных артиста Украины: Людмила Кара-Гяур и Анатолий Подлесный, три заслуженных деятеля искусств Украины: Галина Бубнова, Екатерина Троценко, Борис Ступин, восемь заслуженных артистов Украины: Нина Белослудцева, Анатолий Бобер, Татьяна Бурнакина, Светлана Евдокимова, Николай Карпенко, Людмила Шестакова, Борис Чернокульский (1932—2019), Виталий Таганов, два заслуженных работника культуры Украины: Анатолий Безбах и Наталья Шмыкова, шесть заслуженных артистов Автономной республики Крым: Татьяна Бурнакина, Юлия Нестранская, Борис Некрасов, Виталий Полусмак, Александр Селивон, Борис Черкасов, два заслуженных деятеля искусств АРК Владимир Магар и Борис Люля, заслуженный работник культуры АРК Альбина Александрова, пять лауреатов Государственной премии Крыма: Анатолий Бобер, Владимир Магар, Анатолий Подлесный, Борис Черкасов, Борис Чернокульский, три лауреата премии им. Заньковецкой, лауреат премии им. Бучмы и много талантливой молодежи, заслуженный артист РФ Алексей Сорокин.
В сценической редакции и постановке худрука театра Владимира Магара на сцене театра идут спектакли «Темная история, или фантазии на тему „Чёрного квадрата“ Казимира Малевича», «Подруга жизни», «Миллениум», «Репетиция пьесы Чехова „Дядя Ваня“ в провинциальном театре».
Кроме того, в действующем репертуаре театр а в постановке с отечественной и мировой классикой или вариациями на её тему — «Городничий» и «Женитьба» по Н. Гоголю, «Иванов» по А. Чехову, «Таланты и поклонники» по А. Островскому, «Медовый месяц в Венеции» по С. Моэму, «Дон Жуан» А. Толстого.
Помимо этого, театр много гастролирует (Киев, Москва, Санкт-Петербург, Рига, Баку, Брянск, Минск, Вильнюс, Уфа, Гомель, Херсон, Запорожье, Харьков, Симферополь, Днепродзержинск, Днепропетровск, Тернополь, Ивано-Франковск, Черновцы и другие города Украины и СНГ), а также принимает гостей из ближнего и дальнего зарубежья на собственные традиционные фестивали.